# Fungia spinifer
Fungia spinifer är en korallart som beskrevs av Claereboudt och Bert W. Hoeksema 1987. Fungia spinifer ingår i släktet Fungia och familjen Fungiidae. IUCN kategoriserar arten globalt som livskraftig. Inga underarter finns listade i Catalogue of Life.